# スーパーロボット大戦α
『スーパーロボット大戦α』（スーパーロボットたいせんアルファ）・『スーパーロボット大戦α for Dreamcast』（スーパーロボットたいせんアルファ フォー ドリームキャスト）は、バンプレストから発売されたシミュレーションRPG。
キャッチコピーは「人類に逃げ場なし。」（PS版）、「もう一つのαプロジェクト 真なるエンディングが今、明かされる…。」（DC版）。

## 概要
SDで表現されたロボットたちが競演するクロスオーバー作品「スーパーロボット大戦シリーズ」の一つ。
本作は『第2次スーパーロボット大戦』から『第4次スーパーロボット大戦』および『スーパーロボット大戦F完結編』（以降『第4次』『F』）まで続いた「DC戦争シリーズ」に続く第2のシリーズカテゴリ「αシリーズ」の第1作目。開発当初から続編を意識して制作され、同シリーズは後の『スーパーロボット大戦α外伝』『第2次スーパーロボット大戦α』を経て、『第3次スーパーロボット大戦α 終焉の銀河へ』（以降『α外伝』『第2次α』『第3次α』）で完結する。また『スーパーヒーロー作戦』とも設定上のつながりがあり、一部キャラクターや劇中の台詞でそれを匂わせている。全67話。
本作は従来のウィンキーソフトなどの外注制作ではなく、直接の子会社であるバンプレソフトによって開発された。プロデューサーの寺田貴信がシナリオを担当している初の作品でもある。新規ユーザー開拓を目標に掲げ、ユーザーフレンドリーを優先した改良が行われた。シリーズではじめてフルアニメーションするようになった戦闘シーンは、店頭公開されたPVに人だかりができるほどであったが、社会人ユーザーに配慮しあえてカットできる機能を搭載した。また、既存ユーザーの切り捨てもやむなしというスタンスで難易度も初心者向けに低く抑えられている。こうした取り組みによって会社を潰しかけるほど開発は難航したが、PlayStation版はスーパーロボット大戦シリーズ全作品中最高セールスの70万本を記録。「PlayStation Awards 2001」において、スーパーロボット大戦シリーズで初めてゴールドプライズ（累計出荷本数50万本以上100万本未満のタイトルに対して贈られる）を受賞した。
ストラップやリストバンドが付属する限定版『LIMITED EDITION』が同時に発売された。後の2001年11月22日にPS one Books版（廉価版）が販売。さらに、『第3次α』発売時の2005年7月28日には『α外伝』・『第2次α』の2本を加えた『スーパーロボット大戦α PREMIUM EDITION』が発売された。2011年12月21日にゲームアーカイブスでも配信された。

### ドリームキャスト版
シリーズで初めて3Dグラフィックスを採用したドリームキャスト版『スーパーロボット大戦α for Dreamcast』は、1999年6月1日の「SEGA New Challenge Conference '99」にて開発が明らかになった。しかし、初めての3Dということもあり演出の方向性がなかなか決まらずに試行錯誤を繰り返したほか、400体以上のロボットのモデリングにかなりの時間を費やすなど、開発は難航した。長らく発売日未定の状態が続き、発売日が2001年7月26日に決定した後延期され、実際に発売されたのは続編の『α外伝』より後の2001年8月30日であった。このときすでにドリームキャストは生産中止となっている。このように本作の開発に時間がかかりすぎたことから、その後の作品では2Dによる演出に注力するようになり、3Dグラフィックスを採用した作品はしばらく開発されなかった。
シナリオ上の変更点として、登場作品にサンライズインタラクティブ製作のドリームキャスト用ソフト『サンライズ英雄譚』に登場する『機甲世紀Gブレイカー』が追加された。また、ストーリーについても、『α外伝』以降の作品に続かず本作で完結するシナリオ分岐が追加された。さらに、PlayStation版と共通のシナリオにも手直しが加えられている。
システムでは『スーパーロボット大戦64』で実装された合体攻撃が追加され、戦闘アニメの中断も可能となった。また、戦闘シーンの3Dモデルを流用し新たなデモが追加された。MAP画面が3Dになったことにより、回転させることが可能となっている。難易度については「ラスボスが一撃で死ぬ」と揶揄されたPlayStation版を見直し、『α外伝』ほどではないものの手ごたえのあるバランスに調整されている。

## あらすじ
新西暦179年。地球連邦政府とジオン公国との間に起きた一年戦争の末期、L5宙域に突如出現した巨大な物体が、双方の宇宙艦隊の大半を巻き込みながら南太平洋・南アタリア島に落下した。後ASS-1と名づけられるその巨大な物体は調査の結果、地球外知的生命体の巨大宇宙戦艦であったこと、また太陽系外で大規模な恒星間戦争が行われていたことが判明する。
この騒動で一年戦争は停戦となるが、地球連邦政府は異星人との恒星間戦争に陥った場合に備え、軍備の増強を開始する。ASS-1を解析した技術・EOTを組み込んだ機動兵器や、超大型宇宙戦艦・ヱクセリヲンの開発、さらにはASS-1を修復・改修して作られたマクロスを中心とした、連邦特別宇宙軍・SDFが結成された。
新西暦187年。数々の反地球連邦組織が暗躍する中、ついに巨人型異星人・ゼントラーディ軍と、それに敵対するゼ・バルマリィ帝国（通称エアロゲイター）が本格的に進行を開始。地球圏が大混乱となりながらも、各種スーパーロボットとロンド・ベル隊を中心としたSDF艦隊が迎え撃ち、辛うじて食い止めることに成功した。しかしその大激戦の最中、ゼントラーディ軍やゼ・バルマリィ帝国でも対抗することが出来ないほどの圧倒的な数と力を持つ、宇宙怪獣（STMC）が太陽系に迫ってくる。これに対抗する唯一の手段として、SDF艦隊は太陽系第13番惑星・雷王星付近でヱクセリヲンを自沈させ、人為的に超重力崩壊を起こすことにより知的生命体全ての敵・宇宙怪獣の大集団を消滅させることを提案。奇跡的に成功したこの作戦により、問題は山積みとなってはいるものの、地球圏の混乱は一応の終結を得た。
この一連の戦いは後に「バルマー戦役」と呼ばれることになる。

## 参戦作品

### 一覧
★マークはシリーズ初参戦作品、Vマークは音声付きのシリーズ作品に初参戦作品。
- 超獣機神ダンクーガ
- 新世紀エヴァンゲリオン
- ★THE END OF EVANGELION
- ★機甲世紀Gブレイカー[† 2]（DC版のみ）
- 機動戦士ガンダム
- 機動戦士ガンダム0080 ポケットの中の戦争
- 機動戦士ガンダム0083 STARDUST MEMORY
- 機動戦士Ζガンダム
- 機動戦士ガンダムΖΖ
- 機動戦士ガンダム 逆襲のシャア
- 機動戦士ガンダムF91
- 機動戦士Vガンダム
- 新機動戦記ガンダムW
- 新機動戦記ガンダムW Endless Waltz
- 無敵鋼人ダイターン3
- 聖戦士ダンバイン
- マジンガーZ
- グレートマジンガー
- 劇場版マジンガーシリーズ
- ゲッターロボ
- ゲッターロボG
- 真・ゲッターロボ（原作漫画版）
- 超電磁ロボ コン・バトラーV
- 超電磁マシーン ボルテスV
- 勇者ライディーン
- トップをねらえ!
- Vジャイアントロボ THE ANIMATION -地球が静止する日
- ★超時空要塞マクロス
- ★超時空要塞マクロス 愛・おぼえていますか
- ★マクロスプラス
- バンプレストオリジナル
- 超機大戦SRX
- 魔装機神 THE LORD OF ELEMENTAL

### 解説
初参戦作品は『THE END OF EVANGELION』・『超時空要塞マクロス』・『超時空要塞マクロス 愛・おぼえていますか』・『マクロスプラス』の4作品。DC版ではさらにゲーム『サンライズ英雄譚』のオリジナル作品『機甲世紀Gブレイカー』が追加、ゲーム作品からの初参戦作品となる。また、隠しユニットとして『機動戦士ガンダムF90』からガンダムF90Vが登場。オリジナルロボットのマジンカイザーも、『F』に引き続き登場する。
『超時空要塞マクロス』と『超時空要塞マクロス 愛・おぼえていますか』でキャラクターや機体の設定が異なる場合、主に後者の設定が採用されている。また前記2作から30年後のストーリーである『マクロスプラス』も、本作では同時系列として扱われる。元々『マクロスプラス』は『第2次α』から登場させる予定だった。
多数登場するガンダムシリーズの宇宙世紀作品は、『機動戦士ガンダム』のみが過去の出来事とされている。ただし原作とは違いソロモン攻略戦の途中で休戦となっているため、ザビ家のキャラクターが登場。また、原作ではソロモン攻略戦より前に死亡しているランバ・ラルや黒い三連星なども生き残っているが、逆にソロモン攻略戦時には生存しているララァ・スンが故人となっているなど、異なる部分も多い。また、シャア・アズナブルは『機動戦士Ζガンダム』のクワトロ・バジーナとして登場し『機動戦士ガンダム 逆襲のシャア』のストーリーは扱われない。『機動戦士Vガンダム』の敵対勢力であるザンスカール帝国は、コロニー国家ではなく木星圏を本拠地とする勢力、ジュピトリアンとして登場する。なお、SDガンダムに描かれていた瞳が無くなった。ちなみにPS版の開発中の画面や、CGムービーでは瞳が残っている。
DC戦争シリーズに登場した『魔装機神 THE LORD OF ELEMENTAL』と『新スーパーロボット大戦』に登場した『超機大戦SRX』は、本作ではバンプレストオリジナルとしてまとめられずに別々にクレジットされている。

### パッケージ登場機体
本作のアートワークはこれまでの2Dイラストではなく3Dモデルが使用されている。
- マジンガーZ（マジンガーZ）
- VF-1S（ロイ・フォッカー・スペシャル）（超時空要塞マクロス）
- コン・バトラーV（超電磁ロボ コン・バトラーV）
- ジャイアント・ロボ（ジャイアントロボ THE ANIMATION -地球が静止する日）
- ダンクーガ（超獣機神ダンクーガ）
- ライディーン（勇者ライディーン）
- ガンバスター（トップをねらえ!）
- エヴァンゲリオン初号機（新世紀エヴァンゲリオン）
- V2ガンダム（機動戦士Vガンダム）

PS版とDC版でアートワーク自体は異なるものの、登場している機体は同じである。

## システム
ここでは、本作特有のシステムや新規追加・変更されたシステムについて解説する。シリーズ共通のシステムについてはスーパーロボット大戦シリーズのシステムを参照。本作で導入されたシステムは、後の作品の基礎となっている。
ゲームバランス
能力のインフレーションが起きた『F』を教訓にゲームバランスの大幅な見直しが行われた。宇宙では戦闘力が低下していたスーパー系ユニットの地形適応が修正され、ガンダムシリーズのニュータイプ技能を持たないパイロットの能力も上昇した。ガンダムシリーズのモビルスーツのビームライフルがP属性（ユニット移動後に使用可能）の武器となったのも本作からである。ただし能力が低いモビルスーツへの救済措置であったため、『機動戦士Ζガンダム』のΖガンダムなどの、高性能モビルスーツのビームライフルはP属性ではない。
戦闘アニメーションのカット
戦闘アニメーションのON・OFF機能が初めて搭載された。ただし、これについては本作のグラフィック総監督である杉浦俊朗をはじめとする制作スタッフ側からは不満が挙がったとのこと。戦闘アニメーションをONにした際の中断機能は、DC版で導入された。
クォータービューと距離の概念
MAP画面は『スーパーロボット大戦外伝 魔装機神 THE LORD OF ELEMENTAL』以来となるクォータービューを採用。ロボットのグラフィックも立体的に描かれ、ビルの高低差も再現されている。これらは以後のディスクメディア作品の標準仕様となった。また、これに伴い戦闘に距離や高さの概念が導入され、高所から低所への攻撃や、距離が近くなるほど命中率が上昇する。距離の概念は第1作『スーパーロボット大戦』でも導入されていたが、本格的に採用されたのは本作から。
熟練度
選択肢や戦闘の内容によって増減するポイント。高くなればゲーム難易度が上昇し、隠しユニットの入手条件にも関わる。増減の条件はゲーム中に明示されていないが、本作では一度に数ポイント増えたり、逆に大きく減ることもある。後の作品では1シナリオごとに指定の条件を満たすことで1ポイントずつ増える仕様になり、減ることはなくなった。
ユニット換装
インターミッション時に、機体の装備を変更できるシステム。本作では、オリジナルロボットのヒュッケバインMk-IIIと『機動戦士Vガンダム』のV2ガンダムが対応している。
防御攻撃
反撃時のコマンドのひとつで、被ダメージを軽減しつつ反撃を行う。効果は「被ダメージは通常の75%」「反撃で与えるダメージは50%」「相手の攻撃は確実に命中する」というもの。本作にのみ存在し、以後の作品では採用されていない。
分離システム
従来のシリーズでも合体タイプである『超電磁ロボ コン・バトラーV』のコン・バトラーVや『超獣機神ダンクーガ』のダンクーガが個別のユニットに分かれるシステムはあったが、本作では『機動戦士ガンダム』のガンダムのコアファイターや『マジンガーZ』のマジンガーZのパイルダー、『ゲッターロボ』のゲッターロボのゲットマシンなどが独立したユニットとなった。このシステムを利用して『機動戦士Vガンダム』のVガンダムのボトムアタックが再現されている。
合体攻撃
DC版で新たに追加されたシステムで、ディスクメディア作品では初の採用となった。
システムの詳細はスーパーロボット大戦シリーズのシステム#武器パラメータを参照のこと。
ミニゲーム
PS版ではPocketStationにスロットゲームの「CYスロット」とシューティングゲームの「CYシュート」の2つのミニゲームをダウンロードすることができる。1ステージにつき1回だけ、獲得したスコアに応じた資金をゲーム本編に還元することが可能。
なおDC版ではビジュアルメモリにダウンロードできるミニゲームは用意されていない。

## オリジナルキャラクター
本項は『α』のストーリー内での説明を行う。各キャラクターの詳しい説明はバンプレストオリジナルのキャラクター一覧を参照のこと。
本作ではDC戦争シリーズでの敵対組織ディバイン・クルセイダーズが味方として登場しているが、総裁であるビアン・ゾルダークは「人類に逃げ場なし」の言葉を残して木星圏で行方不明となっている。

### オリジナル主人公
『第4次』や『F』と同様に、性別と4種類の性格、スーパー系またはリアル系の選択が可能。性格によって恋人の性格が決まるのも同じ。デザインは河野さち子が担当。『第4次』や『F』とは異なりストーリー上重要な役割を演じ、様々な他作品と絡むイベントも多い。
ゲーム開始時に主人公の設定を行う。担当声優は性格ごとに固定されているが、名前や外見は任意に変更可能で、誕生日によって習得する精神コマンドが異なる。スーパー系の搭乗機体はグルンガスト弐式と龍虎王。リアル系の搭乗機体はヒュッケバインMk-IIとヒュッケバインMk-III。
主人公と恋人は、スーパー系では兜甲児と同じ東城学園の高校生で、リアル系ではマオ・インダストリーの社員。どちらの場合も戦闘に巻き込まれて恋人が行方不明になってしまう。その後、主人公はロンド・ベル隊の一員となって戦うこととなり、恋人は記憶を失うがイルムに保護されて共に行動することとなる。イルムと恋人は目的のために主人公と戦闘をすることもあったが、最終的にはロンド・ベル隊に合流する。ちなみに、恋人はスーパー・リアルのどちらでもスーパー系パラメータ設定である。
ブリット、リョウト、クスハ、レオナの4人は本作に先駆け『スーパーヒーロー作戦』にて登場している。なおこの4人には、当時バンプレストの子会社であった声優事務所ミューラスに所属していた新人声優が起用されている。
以後のαシリーズでは、『第2次α』『第3次α』でスーパー系のクスハの設定を引き継いだストーリー（クスハ編）が存在し、本作同様にブリットがパートナーとして登場する。
ブルックリン・ラックフィールド
声：杉田智和
真面目で正義感が強い性格。愛称はブリット。エンディングではDCに入り、人型機動兵器のテストパイロットを勤めることになった。
米国人だが剣道が得意で、時々日本文化を勘違いしているという設定はOGシリーズで活かされている。
『第2次α』『第3次α』のクスハ編ではクスハのパートナーとして登場する。
リョウト・ヒカワ
声：小林由美子
内気で優しい性格。エンディングではロンド・ベルに残っている。
実家は空手道場。機械やコンピュータに詳しいという設定はOGシリーズで活かされている。
ユウキ・ジェグナン
声：真殿光昭
感情を表に出すことが少なく沈着冷静で頭脳明晰な性格。愛称はユウ。エンディングでは宇宙開発公団に入った。
紅茶好きで作中度々紅茶に関する発言をしている。紳士的な態度を心がけている。異星人や怪奇現象の存在を認めておらず、内心ではパニックに陥っていると設定されているが、作中では特に描写なし。これらの設定はOGシリーズで活かされている。
タスク・シングウジ
声：山口勝平
陽気で楽観家の性格。エンディングでは破嵐万丈のもとで戦後復興に努めることとなった。
運試しを好む。手先が器用で手品や将棋や麻雀が得意。女好き、頭の回転が速いが運動音痴という設定はOGシリーズで活かされている。本作では目だってコミカルな言動はない。
リオ・メイロン
声：夏樹リオ
真面目で正義感が強い性格。エンディングでは実家に戻った（スーパー系の場合、単身で留学中という設定）。
マオ社の重役の娘であるが、作中では触れられていない。この設定はOGシリーズで活かされている。
クスハ・ミズハ
声：高橋美佳子
内気で優しい性格。エンディングでは医者を目指して勉強を始めている。
長風呂好き。本作では栄養ドリンクを作る趣味は存在しない。OGシリーズではリュウセイの幼馴染だが、αシリーズでは続編でも採用されておらず、『第3次α』のスペシャルシナリオではそれをネタにした会話がある。
『第2次α』『第3次α』のクスハ編ではスーパー系主人公として登場しており、前述のエンディングの設定も活かされている。なお本作の初期設定ではリアル系になっており、OGシリーズにおいては同じ性格のリョウトにその役割が引き継がれている。
レオナ・ガーシュタイン
声：雛野まよ
ドイツ人とハーフで良家の娘。沈着冷静で頭脳明晰な性格。エンディングではロイ・フォッカーやブルーノ・J・グローバルの勧めもあってSDFへ所属することになった。
料理が下手で音痴。ライと従兄妹同士だが、作中では触れられていない。これらの設定は、音痴な点を除きOGシリーズでも採用されている。
リルカーラ・ボーグナイン
声：松本梨香
気で楽天家の性格。愛称はカーラもしくはリルカ（後者はOGシリーズを含むゲーム中で使われていない）。エンディングでは芸能界デビューを目指して頑張っている。
ロマンチストで面倒見が良いという設定はOGシリーズで活かされている。

### 超機大戦SRX
『新スーパーロボット大戦』（以降『新』）に登場したSRXチームや、『スーパーヒーロー作戦』の主人公達。設定や世界観の再構築が行われた。ルート選択ではブライト艦に所属することが多い。各キャラクターおよび搭乗機体の詳細はSRX計画を参照。
リュウセイ・ダテ
声：三木眞一郎
『超機大戦SRX』の主人公。R-1およびSRXのパイロット。
スーパーロボット好きなのは『新』と同様だが、戦争をゲーム感覚で楽しんでいる描写は削除されている。
ライディース・F・ブランシュタイン
声：置鮎龍太郎
R-2のパイロット。専用BGM「ICE MAN」は本作から登場した。
アヤ・コバヤシ
声：冬馬由美
R-3のパイロット。『新』では月面マップのBGMだった「PSYCHIC ENERGY」が本作よりアヤの専用BGMとなった。
『新』ではアムロ・レイに心惹かれている描写があったが、本作ではイングラムに心惹かれている。
イングラム・プリスケン
声：古澤徹
SRXチームの教官。乗機はR-GUNパワード。出典は『スーパーヒーロー作戦』の男主人公。
正体はエアロゲイターから派遣された工作員で、ゲーム中盤にエアロゲイター側に帰還する。
オリジナル主人公やリュウセイのサイコドライバーとしての覚醒を促すために暗躍する。表向きはエアロゲイターの戦力とするためだが、真の目的はユーゼス・ゴッツォを倒すことにあった。
最終的にはユーゼスに操られるが、条件を満たせばリュウセイの説得で味方にすることが可能。
カーク・ハミル
SRX計画のスタッフ。マオ・インダストリーの元社員。『新』の設定に存在していたが、ゲームでは本作が初登場。
ロバート・オオミヤ
SRX計画のスタッフ。テスラ・ライヒ研究所の研究者。『新』の設定に存在していたが、ゲームでは本作が初登場。
ケンゾウ・コバヤシ
SRX計画のスタッフ。脳医学の権威で、アヤの父親。『新』の設定に存在していたが、ゲームでは本作が初登場。

### 魔装機神 THE LORD OF ELEMENTAL
DC戦争シリーズに登場していたオリジナルキャラクター達。本作ではDC戦争シリーズの総監督で、『魔装機神 THE LORD OF ELEMENTAL』の原作者である阪田雅彦（ウィンキーソフト所属）の手を離れて、その活躍が描かれることとなった。
時系列的にはDC戦争シリーズにおける『第2次スーパーロボット大戦』にあたる。ドラマCD『スーパーロボット大戦α ORIGINAL SCORE I』では前日談が描かれているが、ストーリーに異なる個所があり、DC版の追加ルートでは、その頃から本来とは異なる歴史になっていることがシュウの口から語られている。
マサキ・アンドー
声：緑川光
『魔装機神 THE LORD OF ELEMENTAL』の主人公。サイバスターの操者。
DC戦争シリーズ同様にシュウを追って地上世界にやって来る。DC版ではアカシックバスターとT-LINKナックルの合体技を使用可能。
クロ、シロ
声：佐久間レイ（クロ）、折笠愛（シロ）
マサキの使い魔。今回もネコ好きの赤木リツコにかわいがられている。
リューネ・ゾルダーク
声：日高奈留美
ヴァルシオーネRのパイロット。父のビアン・ゾルダークと共に木星圏へ向かったが、ジュピトリアンと対立し、追われているところをプレイヤー部隊に助けられる。
DC戦争シリーズと異なりビアンが死亡していないため、マサキとの出会いは大きく異なっている。
シュウ・シラカワ
声：子安武人
グランゾンのパイロット。DCの副総裁。
DC戦争シリーズと異なりDCはプレイヤー部隊と敵対しないため、彼も終始味方として登場する。ただしDC版で追加された新ルートでは最終ボスになる。
チカ
シュウの使い魔。少しだけ台詞があるがシュウ以外とは絡まない。
ラ・ギアスに残されていたDC戦争シリーズと異なり、シュウと共に行動している。
ミオ・サスガ
とあるシナリオで、ラ・ギアスに召喚される以前の彼女が登場する。

### その他の味方キャラクター
『第4次』や『F』の選択主人公のうち、イルムとリンが本作でも登場するが、年齢が10歳近く上がっているなど設定が異なる。イルムは主人公のライバルという扱いで、選択肢次第で獲得できる隠しフラグの「ライバルポイント」が一定以上あれば、ゲーム終盤で自軍に加入する。
イルムガルト・カザハラ
声：堀内賢雄
元PTXチームのパイロット。主人公がリアル系の時はグルンガスト改、スーパー系の時はヒュッケバインEXに搭乗する。
SRX計画とイングラム・プリスケンに不信感を抱き、記憶を奪われSRX計画に参加させられていた主人公の恋人を保護し、SRX計画の新型機を奪取して軍を出奔した。
マサキが一度地上に上がった際に遭遇した連邦軍のパイロットである。また、ゲシュペンストでヴァルシオーネと模擬戦をしたことがある。
リン・マオ
元PTXチームのパイロットで、現在は軍を退役しマオ・インダストリーの社長。イルムの元恋人。
本作では会話シーンのみの登場で、戦闘には加わらない。イングラムにも心惹かれていたらしい描写が存在する。
安西エリ
蚩尤塚で超機人を調査する考古学者。出典は『新』。
同じく超機人を狙うBF団に追われていたところを、 国際警察機構に保護される。

### エアロゲイター
地球に侵攻してきた異星人勢力。「エアロゲイター」は地球側が名付けたコードネームで、正式名称はゼ・バルマリィ帝国辺境銀河方面軍第7艦隊。
マクロスシリーズにおける監察軍にあたる位置付けもなされており、かつてはマクロスを所持し外宇宙でゼントラーディ軍と戦いを繰り広げている。版権作品の異星人勢力であるキャンベル星とボアザン星を既に支配下に置いており、木星の勢力であるジュピトリアンと協力体制をとっている。大将軍ガルーダとプリンス・ハイネルの一派が従軍している他、地球人のパプテマス・シロッコやシャピロ・キーツが幹部として所属している。
ラオデキヤ・ジュデッカ・ゴッツォ
声：速水奨
第7艦隊の士帥。出典は『新』のバルマー帝国指揮官。
地球の軍事技術を自軍に取り込むために地球に侵攻してきた。最終決戦ではズフィルードに搭乗する。
PS版ではユーゼスに利用される存在だが、DC版の追加ルートでは真のラオデキヤが登場する。
ユーゼス・ゴッツォ
声：大友龍三郎
第7艦隊の騎爵。出典は『スーパーヒーロー作戦』の科学者。
ラオデキヤを影で操り、クロスゲート・パラダイム・システムを完成させるために暗躍・奔走する。
PS版では最終ボスとして登場するが、DC版の追加ルートでは真のラオデキヤによって粛清される。
レビ・トーラー
声：折笠愛
第7艦隊の戦爵。出典は『スーパーロボットスピリッツ』のエアロゲイター指揮官。
ジュデッカに搭乗してロンド・ベル隊に襲いかかるが、正体はユーゼスに洗脳された地球人であった。ロンド・ベル隊に保護され、条件を満たした場合はR-GUNパワードに搭乗する。
本作よりアヤの妹「マイ・コバヤシ」という設定が付加された。ゲーム中でその事実は描かれていないが、OGシリーズでのマイの初出は本作となっている。
本作の専用BGMは「MARIONETTE MESSIAH」。
ヴィレッタ・バディム
声：田中敦子
第7艦隊の女士官。出典は『スーパーヒーロー作戦』の女主人公。本作では姓が変更され、男主人公とは別人として登場する。
イングラムと同じ目的を持っており、第7艦隊に帰還したイングラムと入れ替わる形でSRXチームに加わり、レビがパイロットにならない場合にR-GUNパワードに搭乗する。
仲間に加わった際の専用BGMは、レビと共通の「MARIONETTE MESSIAH」。

## スタッフ
プロデューサー
寺田貴信、じっぱひとからげ
脚本・総監督
寺田貴信
オリジナルメカデザイン
カトキハジメ、宮武一貴、森木靖秦、永井豪、石川賢、丸山功一、杉浦俊朗、守谷淳一
オリジナルキャラクターデザイン
河野さち子
グラフィック総監督
杉浦俊朗
サウンド／SE
鶴山尚史、花岡拓也

## プロモーション

### スーパーロボット大戦大感謝祭
1999年8月20日にZeppTokyoで開催されたファン感謝イベント。この会場で『スーパーロボット大戦α』の記者発表が行われた。

### 発売記念イベント
PlayStation版の発売日には、「スーパーロボット大戦α発売記念イベント in SHIBUYA」が行われた。SD着ぐるみのνガンダムとの撮影会が行われたほか、KiraKira☆メロディ学園のメンバーが参加した。

### 購入特典
PS版の予約特典は、特製A1オリジナルポスター。
DC版の予約特典は、特製R-1メタル携帯ストラップ。

### プレゼントキャンペーン
本作および『サモンナイト』の発売を記念して、特別仕様の携帯電話が当たるプレゼントキャンペーンが行われた。

## 関連商品

### 攻略本
- スーパーロボット大戦α 完全攻略ガイド ISBN 9784840214483
- スーパーロボット大戦α攻略本 魂 ISBN 9784925075794
- スーパーロボット大戦α 必勝攻略法 ISBN 9784575162233
- スーパーロボット大戦α Final Complete Plan 最終設計伝導書 ISBN 9784087790603
- スーパーロボット大戦α 攻略聖典 ISBN 9784840101134
- スーパーロボット大戦α パーフェクトガイド ISBN 9784797313307
- スーパーロボット大戦α コンプリートガイド ISBN 9784757701359
- スーパーロボット大戦α イベント攻略全書 ISBN 9784063393668
- スーパーロボット大戦α for Dreamcast パーフェクトガイド ISBN 9784797317701

### コミック
スーパーロボット大戦α THE STORY 竜が滅ぶ日
講談社、作:長谷川裕一、マガジンZコミックス全1巻。ISBN 9784063490640
『マガジンZ』にて短期集中連載された作品。ゲーム本編の前日談で、作中では語られなかった恐竜帝国（『ゲッターロボ』に登場する敵組織）の地上侵攻を描いている。当初は最終話で恐竜帝国と完全に決着をつける予定だったが、連載中に『α外伝』の開発が決定したために主要幹部らは逃亡するという形で幕を閉じている。DC版にはこれに伴いPS版からセリフなどが一部変更された。
スーパーロボット大戦トリビュート 1 α編
講談社、マガジンZコミックスデラックス。ISBN 9784063343991
バンプレスト監修のアンソロジーコミック。ゲーム本編では語られなかったサブストーリーを描いている。
スーパーロボット大戦α さいこどらいばぁず
エンターブレイン、作:こいでたく、ブロスコミックス全1巻。ISBN 9784757705968
『月刊ファミ通ブロス』にて連載されていた作品。スーパー系のクスハが主人公のギャグ漫画。
スーパーロボット大戦α 4コマギャグバトル
2000年9月10日初版、光文社、火の玉ゲームコミックシリーズ。ISBN 9784334805081
複数作家による二次創作4コマ漫画。
スーパーロボット大戦α 4コマギャグバトル 大合体編
2000年12月10日初版、光文社、火の玉ゲームコミックシリーズ。ISBN 9784334805159
複数作家による二次創作4コマ漫画。
スーパーロボット大戦α コミックアンソロジー
2000年10月10日初版、光文社、火の玉ゲームコミックシリーズ。ISBN 9784334805104
複数作家による二次創作短編漫画。
スーパーロボット大戦α コミックアンソロジー 勇者たちの咆哮
2001年1月10日初版、光文社、火の玉ゲームコミックシリーズ。ISBN 9784334805173
複数作家による二次創作短編漫画。
スーパーロボット大戦α 4コママンガ笑スタジアム
宙出版、おおぞら笑コミックス。ISBN 9784872874532
複数作家による二次創作4コマ漫画。
スーパーロボット大戦α for Dreamcast 4コママンガ笑スタジアム
宙出版、おおぞら笑コミックス。ISBN 9784872875713
複数作家による二次創作4コマ漫画。
スーパーロボット大戦α コミックアンソロジー
2002年4月15日初版、一迅社、DNAメディアコミックス。ISBN 9784758000376
複数作家による二次創作短編漫画。
スーパーロボット大戦α アンソロジーコミック
2000年12月9日初版、エンターブレイン、ブロスコミックス。ISBN 9784757702004
複数作家による二次創作短編漫画。
スーパーロボット大戦α ギャグウェポン
2000年8月25日初版、学習研究社、ノーラコミックスデラックス。ISBN 9784056023527
「月刊コミックNORA」に連載された津島直人による二次創作短編漫画に加え、複数作家による二次創作の4コマ漫画や短編漫画が収録されている。

### ムック
- スーパーロボット大戦α大百科 ISBN 9784766934519
- スーパーロボット大戦αを一生楽しむ本 ISBN 9784766935899
- スーパーロボット大戦α for Dreamcast を一生楽しむ本 ISBN 9784766939347
- スーパーロボット大戦αシリーズ ファンブック ISBN 9784334901288

### CD
スーパーロボット大戦α ORIGINAL SCORE I ~天空の章~
2000年3月15日発売 ファーストスマイル・エンタテインメント
『魔装機神 THE LORD OF ELEMENTAL』のキャラクターの前日談を描いたドラマ・歌・本編BGMを収録。
スーパーロボット大戦α ORIGINAL SCORE II ~大地の章~
2000年4月19日発売 ファーストスマイル・エンタテインメント
『超機大戦SRX』のキャラクターの前日談を描いたドラマ・歌・本編BGMを収録。
スーパーロボット大戦α ORIGINAL SCORE III ~戦士の章~
2000年5月17日発売 ファーストスマイル・エンタテインメント
主人公機テーマ曲の歌・本編BGMを収録。
スーパーロボット大戦α オリジナルサウンドトラック＆アレンジ
2000年7月29日発売 ファーストスマイル・エンタテインメント
本編BGMやアレンジBGMを収録したサントラCD。
スーパーロボット大戦α コンプリートサウンドトラック
2001年8月1日発売 ランティス
『α外伝』発売時に発売されたサントラCD。『α外伝』に加えPS版・DC版のBGMが収録されている。
負けないぜ!ガンレオン 葉山宏治 スーパーロボット大戦オリジナル音源集
2008年12月28日発売 D4エンタープライズ
葉山宏治が作曲したBGMのオリジナル音源が収録されている。
この他にドラマCD『スーパーロボット大戦α オリジナルストーリー』が発売されている。本作に登場したオリジナルキャラクターが登場しているが、ストーリーは異なる。詳細はスーパーロボット大戦ORIGINAL GENERATIONを参考のこと。